# Las noticias de las 2
Las noticias de las 2 o LNDL2 fue un programa de televisión (magacín) nacional, basado en el humor, que fue producido por El Terrat y emitido en Cuatro desde el 8 de noviembre de 2011. Fue un programa diario, que la cadena ofreció de lunes a jueves a partir de las 21:30 horas. 11 emisiones y tres semanas después de su estreno, el 24 de noviembre de 2011, el programa se despedía de los espectadores tras sufrir una importante bajada de audiencia.

## Argumento
Presentado por Ana Morgade junto a Silvia Abril y David Fernández. En este espacio, ambas presentadoras contaron al espectador las noticias de una manera diferente, dando una vuelta de tuerca a la actualidad informativa de la jornada, y recibieron esporádicamente en su plató la visita de personajes conocidos.

## Historia
LNDL2, fue estrenado el 8 de noviembre de 2011 en Cuatro, con más de 500.000 espectadores y un 2,5% de share. Fue un magacín presentado por Silvia Abril y Ana Morgade que sustituyó a Frikiliks tras su cancelación. Este programa se emitía todas las noches de lunes a jueves e informaban al espectador las noticias de una manera diferente.
El 14 de noviembre de 2011, el presentador y humorista Andreu Buenafuente hizo de colaborador de excepción y participó en el hilarante repaso a la actualidad de la manera menos informativa y más divertida posible.
El 24 de noviembre de 2011, el Grupo Mediaset España y la productora El Terrat mantuvieron una reunión y hablaron, entre otras cosas, de finalizar la producción de 'Las noticias de las 2 al no haber respondido el programa a las expectativas de audiencia.

## Equipo técnico
- Producción: El Terrat
- Producción ejecutiva: Mediaset España
- Dirección y coordinación: Iñigo Espinosa
- Presentador: Silvia Abril y Ana Morgade
- Colaborador: David Fernández

## Presentadores
- Silvia Abril:
- Ana Morgade:
- David Fernández:

## Audiencias
| Media semanal | Media semanal | Media semanal                             | Media semanal | Media semanal |
| Temporada     | Programa(s)   | Emisión                                   | Espectadores  | Cuota         |
| ------------- | ------------- | ----------------------------------------- | ------------- | ------------- |
| 1             | 1 - 3         | Semana 1: 8 a 10 de noviembre             | 609.000       | 3,0%          |
| 1             | 4 - 7         | Semana 2: 14 a 17 de noviembre            | 458.000       | 2,3%          |
| 1             | 8 - 11        | Semana 3: 21 a 24 de noviembre            | 350.000       | 1,7%          |
| 1             | 11            | 8 de noviembre al 24 de noviembre de 2011 | 472.000       | 2,3%          |